# Schotse vrijmetselarij in België
De Schotse vrijmetselarij (Frans: Ecossisme) is een verzamelbegrip voor vrijmetselaarsriten die vooral binnen de hogere gradenvrijmetselarij wordt gebruikt. Binnen België is de Aloude en Aangenomen Schotse Ritus met zijn 33 graden veruit het meest populaire hogere gradensysteem.

## Aloude en Aangenomen Schotse Ritus en Schotse Ritus van 1962

### Geschiedenis

#### 18e eeuw
De Schotse vrijmetselarij wordt in de Zuidelijke Nederlanden geïntroduceerd door enkele vrijmetselaarsloges, zoals Les Vrais Amis de l'Union Bruxelles (1782) op 10 juni 1783, Les Amis Philanthropes Bruxelles (1799) in 1800 en L'Espérance Bruxelles (1805) in 1805. Er bestond toen nog geen eenheid in ritus, evenmin was er een hiërarchisch gezag. Meerdere symbolische loges beschouwden zichzelf dan ook als 'moederloge' met betrekking tot de A.A.S.R. die in haar schoot werd beoefend, en beschouwden zich als soeverein. Dergelijke loges werkten in de drie symbolische graden en met dertig hogere graden.

#### 19e eeuw
De Opperraad werd gesticht in 1817 als Suprême Counseil du Royaume des Pays-Bas door enkele leden van Les Amis Philantrophes Bruxelles, waaronder de Franse generaal Jean Pascal Rouyer, met een patent vanwege de grootmeester van de Suprême Counseil de France, Jean-Jacques-Régis de Cambacérès, als korps dat het hogere gradensysteem van de A.A.S.R. voor België bestuurde. In de beginmaanden stond ze in concurrentie met een ander korps met Frans patent, de Suprême Counseil du 33me degré pour les Pays-Bas die onder impuls van Auguste de Grasse graaf Tilly werd opgericht vanuit L'Espérance Bruxelles. Maar in december 1817 fusioneerde dit korps met de Opperraad met zetel te Brussel.
Ondertussen werd het Verenigd Koninkrijk der Nederlanden opgebroken en ontstond in 1830 het soevereine België. De Opperraad paste zich aan deze nieuwe situatie aan, beperkte zijn werking tot de Zuidelijke Nederlanden en wijzigde in 1833 zijn naam dan ook in Opperraad van de Aloude en Aangenomen Schotse Ritus van België (Frans: Suprême Counseil du Rite Ecossais Ancien et Accepté de Belgique). Het korps werkte zowel met de drie symbolische graden als de dertig hogere graden van de A.A.S.R..
In 1835 sloot de Opperraad van België een 'Traité d'union, d'alliance et de confédération' met de Opperraden van Frankrijk (1804), de Amerikaanse Antilliaanse eilanden (1802) en Brazilië (1829)
Tot 1880 stond het korps in concurrentie met het Grootoosten van België (G.O.B.) omdat beide obediënties in zowel de drie symbolische graden als het hogere gradensysteem van de A.A.S.R. werkten. Op 23 augustus 1880 komt een einde aan deze toestand en wordt een historisch vriendschapsverdrag gesloten. Het Grootoosten zal vanaf af dat moment formeel uitsluitend en exclusief optreden in de drie symbolische basisgraden. De Opperraad zal uitsluitend en exclusief in de dertig hogere graden van de A.S.S.R werken. Personeel was het lidmaatschap identiek. Alle leden van de Opperraad waren ook lid van het Belgische Grootoosten. Tot op heden zal elke grootmeester van het G.O.B. tevens een 33° vrijmetselaar van de A.A.S.R. zijn.

#### 20e eeuw
In 1907 speelde de Opperraad van België gastheer voor een Internationale Conferentie van Opperraden die plaatsvond te Brussel, waaraan 21 van de 25 bestaande Opperraden van toen deelnamen.
In 1912 wordt de Ordre Maçonnique Mixte International Le Droit Humain (D.H.) actief in België. Zij is een gemengde vrijmetselaarsorde van Franse bodem en hanteert uitsluitend de A.A.S.R. in alle 33 graden. Vanaf 1928 wordt er officieel een Belgische federatie opgericht onder het gezag van de Suprême Conseil Universel Mixte Le Droit Humain. Dit laatste orgaan zag het levenslicht te Frankrijk in 1893.
De Opperraad heeft zich met betrekking tot de problematiek van de Opperbouwmeester van het Heelal en de aanvaarding van een deïstische God en een bezielde mens altijd minder radicaal opgesteld dan het Belgische Grootoosten en trachtte een verzoenende rol te spelen. Tot 1959 onderhield de Opperraad dan ook officiële vriendschapsrelaties met nagenoeg alle Opperraden die actief waren in andere staten.
Op 4 december 1959 splitsten enkele loges onder het Belgische Grootoosten zich af en vormden de Grootloge van België in een poging om als regulier te worden erkend op internationaal vlak. Dit geschiedde in 1965 toen de Verenigde Grootloge van Engeland de Belgische Grootloge erkende. Deze erkenning werd in 1979 terug ingetrokken.
Als gevolg van deze gebeurtenissen kwam aan de historische entente tussen de Opperraad en het Grootoosten een einde op 20 januari 1960 toen de Opperraad eenzijdig het vriendschapsverdrag opzegde. De Opperraad koos de zijde van de regulariteit. Een nieuw en gelijkaardig vriendschapsverdrag werd gesloten tussen de G.L.B en de Opperraad op 9 mei 1965. Vanaf dan werd er exclusief gerekruteerd uit de G.L.B.. Vanaf 9 juli 1960 tot 31 december 1965 bestond nog de mogelijkheid om ook in bepaalde werkplaatsen van het G.O.B. te rekruteren, terwijl andere loges van de G.O.B. op een zwarte lijst stonden waaruit niet mocht worden gerekruteerd. Voorbeelden hiervan waren De Zwijger Gent, Les Vrais Amis Gand, De Geuzen Antwerpen en Le Libre Examen Bruxelles.
Verschillende werkplaatsen namen de nieuwe marsrichting vanwege de Opperraad niet en splitsten zich af, zoals de kapittels Parfait Union Mons, Les Vaillants Chevaliers de l'Age d'Or Anvers en L'Intérieur de Temple Namur. Andere kapittels splitsen in twee groepen waardoor nieuwe, onafhankelijke kapittels ontstaan, waaronder Hou ende Trou Antwerpen en L'Avenir et l'Industrie Charleroi, naast reeds bestaande ateliers.
Toen Georges Beernaerts op 26 juni 1960 grootmeester van het Belgische Grootoosten werd hield hij een opmerkelijke rede. Als gevolg hiervan werd een impuls gegeven tot de oprichting van een nieuw korps dat zou werken in de A.A.S.R.. Een werkgroep werd op 1 september 1960 in het leven geroepen die 22 werksessies hield en haar werkzaamheden beëindigde op 25 april 1961. Een voorlopige organisatie zag het levenslicht die de naam Alliance des Chapitres Souverains de Belgique droeg.
Op 9 december 1962 werd het Soeverein College van de Schotse Ritus voor België (Frans: Souveraine Collège du Rite Ecossais pour la Belgique) als gevolg van dit schisma door de overblijvende 'irregulieren' opgericht als afsplitsing van de Opperraad onder de naam Soeverein College van de Gerenoveerde Schotse Ritus voor België. De plechtige publicatie vond plaats op 24 februari 1963 in aanwezigheid van vertegenwoordigers van het G.O.B. en buitenlandse obediënties. Vanaf 11 december 1974 zal dit college definitieve naam dragen. Hun ledenblad noemde 'Notre Ecossisme'. Bij oprichting bestond deze Opperraad uit acht kapittels, vier areopagi en één consistorie. De werking van dit orgaan beperkt zich tot de leden van het Belgische Grootoosten en het is minder hiërarchisch en in de basis democratischer dan aanverwante organen. De rite werd ook licht veranderd en staat bekend onder de naam Schotse Ritus van 1962 of Gerenoveerde Schotse Ritus.
Binnen de Opperraad blijkt er echter onenigheid te blijven bestaan zijn met de gevoerde politiek die geleid heeft tot een tweedeling binnen de Belgische vrijmetselarij. In 1966 ontstaat er een splitsing binnen het kapittel Les Amis Philanthropes Bruxelles onder de Opperraad van België. De werking van het kapittel wordt stilgelegd en de bestaande broeders vormen twee nieuwe kapittels. Het kapittel La Tradition des Amis Philanthropes Bruxelles (TRADAM) weigert de leden van de Opperaad nog langer als rechtsgeldig te erkennen en bestempelt hun besluiten onregelmatig en niet bindend. Voor hen zijn concepten als Opperbouwmeester van het Heelal loutere symbolen zonder geloofsplicht of dogmatische inhoud. Het kapittel Delta blijft verder de legaliteit van de bestuurders van de Opperraad aanvaarden en eist van zijn leden een inhoudelijke belijdenis.
Het voorbeeld van La Tradition des Amis Philanthropes Bruxelles werkt aanstekelijk op andere werkplaatsen en wordt nagevolgd, bijvoorbeeld door de kapittels L'Espérance Bruxelles en Charles Magnette Liège. Als de symbolische loge Les Amis Philanthropes nº 2 Bruxelles onder het Belgische Grootoosten op 3 januari 1967 stelt dat de leden van de Opperraad van België hun ambt niet legitiem uitoefenen en het kwalificeren als machtsusurpatie, is dit het startschot voor een volgend schisma. Deze symbolische loge werpt zich opnieuw op als 'moederloge van de A.A.S.R. voor België' en verklaart dat de leden van de Opperraad zichzelf buiten de organisatie hebben gesteld en dat aldus de personele bezetting van de Opperraad vacant is sedert 10 juni 1965. Zeven Algemeen Groot-Inspecteurs stellen op 28 april 1969 een noodbestuur in om in deze vakantie te voorzien. Op 6 december 1969 worden een aantal decreten gestemd om aan deze problemen te remediëren. Het decreet van 1 juni 1960 waarin een exclusieve samenwerking met de Belgische Grootloge werd vastgelegd wordt ongeldig verklaard. Tevens worden alle andere decreten genomen tussen 10 juni 1960 en 6 december 1969 ongeldig verklaard. Hierdoor kan de Opperraad opnieuw zowel onder vrijmetselaars uit het G.O.B. als de G.L.B. worden gerekruteerd.
Ondertussen blijft het eerdere hoofdbestuur van de Opperraad zich verzetten tegen de acties ondernomen door bovenvermelde kapittels. Als gevolg hiervan ontstaan er twee fracties die beiden het recht opeisen om één en dezelfde organisatie te vertegenwoordigen en te besturen. Zij bestaan en werken naast elkaar en stelselmatig vertaalt de scheiding der geesten zich in een formele scheiding in twee afzonderlijke organisaties die dezelfde naam dragen.
Aan deze naamsverwarring komt slechts een einde in 1979. Dit gebeurde opnieuw naar aanleiding van een schisma, ditmaal binnen de Grootloge van België. Hieruit ontstond de Reguliere Grootloge van België (R.G.L.B.). Opnieuw was de beweegreden de 'regulariteit'. En opnieuw werd een nieuw gelijkaardig vriendschapsverdrag afgesloten tussen de ene Opperraad en de R.G.L.B. waarin exclusiviteit voorop stond. Sedertdien heeft dat korps zijn naam gewijzigd in Opperraad van de Aloude en Aangenomen Schotse Ritus voor België. (Frans: Suprême Counseil du Rite Ecossais Ancien et Accepté pour la Belgique) en is het verschil met de andere Opperraad van de Aloude en Aangenomen Schotse Ritus van België iets duidelijker te maken.
Maar opnieuw werd deze nieuwe marsrichting niet door alle leden gedragen en vond er een afsplitsing plaats van de Opperraad voor België. De Grote Opperraad van de Aloude en Aangenomen Schotse Ritus voor België (Frans: Grand et Suprême Counseil du Rite Ecossais Ancien et Accepté pour la Belgique) wordt gesticht door leden van de G.L.B, waaronder zij exclusief rekruteert.
In 1976 vindt er een inhoudelijke evolutie plaats binnen de Opperraad van de Aloude en Aangenomen Schotse Ritus van België en komt het tot een vriendschapsverdrag met het Soeverein College van de Schotse Ritus voor België in 1979.
In 1986 is het Soeverein College, samen met bevriende korpsen uit Frankrijk en Zwitserland, instrumenteel in de oprichting van het kapittel Myoto Kinshasa in de Democratische Republiek Congo.
In 1988 wordt de Opperraad van de Vrouwengrootloge van België (Frans: Suprême Conseil du Grande Loge Féminine de Belgique) opgericht, die exclusief rekruteert onder leden van de Vrouwengrootloge van België (V.G.L.B.). Deze raad ontving zijn patent vanwege de Suprême Conseil Féminin de France, die samenwerkt met de Grande Loge Féminine de France (G.L.F.F.).

#### 21e eeuw
In 2001 is het Soeverein College instrumenteel in de oprichting van het Grand Collège des Rites Congolais in Kinshasa in de Democratische Republiek Congo.
In 2002 besluiten de Opperraad van de Aloude en Aangenomen Schotse Ritus van België en de Grote Opperraad van de Aloude en Aangenomen Schotse Ritus voor België tot een fusie van beide korpsen onder de naam Belgische Opperraad van de Aloude en Aangenomen Schotse Ritus (Frans: Suprême Counseil belge du Rite Ecossais Ancien et Accepté). Zij rekruteren exclusief onder de leden van het G.O.B. en de G.L.B.
Anno 2008 zijn er dus vijf korpsen op Belgische bodem die de hogere graden van de Schotse Ritus verlenen. Ongeveer één vijfde van de 22.500 vrijmetselaars is actief binnen een of ander hogere gradensysteem, voornamelijk de A.A.S.R.

### Korpsen

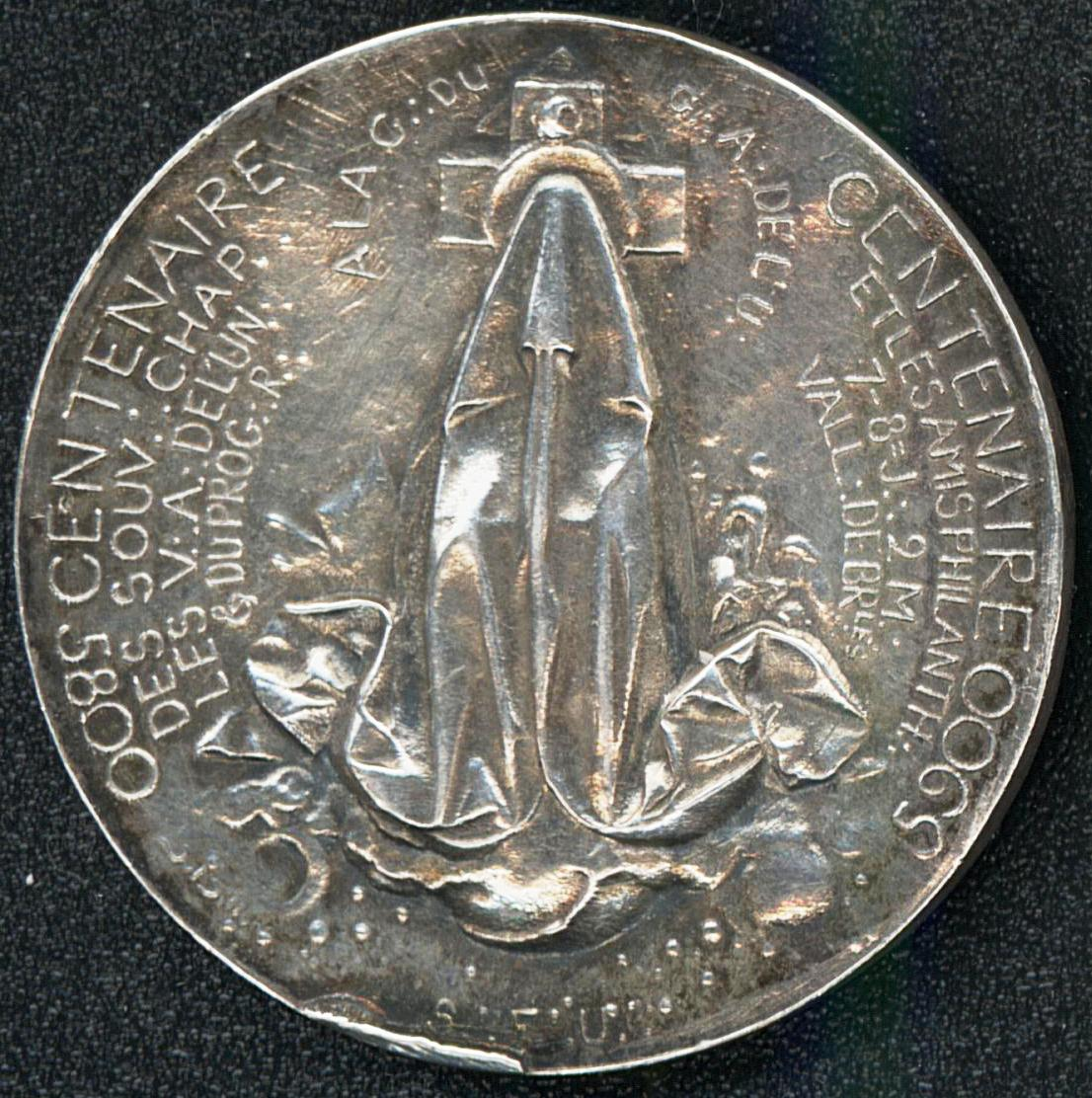
Herdenkingsmedaille soeverein kapittel Les Amis Philanthropes 100-jarig bestaan.

#### Actief
Volgende korpsen die gebruikmaken van de A.A.S.R. zijn actief op Belgische bodem:
- Opperraad van de Aloude en Aangenomen Schotse Ritus voor België - exclusief voor de reguliere vrijmetselarij (R.G.L.B. en G.L.S.) (1817) met zetel te Brussel
- Suprême Conseil Universel Mixte Le Droit Humain - exclusief voor L.D.H. (1893) met zetel te Brussel
- Soeverein College van de Schotse Ritus voor België - exclusief voor het G.O.B. (1962) met zetel te Brussel
- Opperraad Vrouwengrootloge van België - exclusief voor de V.G.L.B. (1988)
- Belgische Opperraad van de Aloude en Aangenomen Schotse Ritus - exclusief voor het G.O.B. en de G.L.B. (2002) met zetel te Gent

#### Inactief
Volgende korpsen die gebruikmaken van de A.A.S.R. waren actief op Belgische bodem:
- Opperraad van de Aloude en Aangenomen Schotse Ritus van België - exclusief voor het G.O.B. en de G.L.B. (1969-2002)
- Grote Opperraad van de Aloude en Aangenomen Schotse Ritus voor België - exclusief voor de G.L.B. (1979-2002)

### Werkplaatsen

#### Opperraad van de Aloude en Aangenomen Schotse Ritus voor België (1817)
De Opperraad telt volgende actieve en passieve werkplaatsen:
- symbolische loges:
  - Antwerpen :
    - Les Elèves de Thémis (1808-1810/1850-1880) - Franstalig (1807-1874); Nederlandstalig (1874)
    - Les Amis du Commerce (181X-1850) - Franstalig
    - Les Amis Sincères du Roi et de la Patrie/La Persévérance (1818/1832-1850) - Franstalig
    - Les Amis du Commerce et la Persévérance Réunis (1850-1880) - Franstalig

  - Brussel :
    - ... (XXXX-1880) - Franstalig

  - Leuven:
    - La Constance (1820-XXXX) - Franstalig

  - Nijmegen:
    - Les Amis Réunis (1817-1821) - Franstalig
- perfectieloges en kapittels:
  - Antwerpen :
    - Les Amis du Commerce (181X-1850) - Franstalig
    - (Les Amis Sincères du Roi et de la Patrie/La Persévérance)/Le Vaillant Chevalier de l'Age d'Ôr (I) (1818-1850) - Franstalig
    - Les Amis du Commerce et la Persévérance Réunis/Le Vaillant Chevalier de l'Age d'Ôr (II) (1850-1980) - Franstalig
    - Les Elèves de Thémis (1850-1872) - Franstalig
    - Anglo-Belge (1911-XXXX) - Frans- en Engelstalig
    - In Eendracht Volharden (I) (1934-1980) - Nederlandstalig
    - PL De Ivoren Sleutel (1999) - Nederlandstalig

  - Brussel :
    - Les Vrais Amis de l'Union (et du Progrès Réunis) (1783-XXXX) - Franstalig
    - L'Espérance (XXXX-XXXX) - Franstalig
    - PL Raoul Berteaux en Le Delta (1966) - Franstalig
    - SK ... (...) - Franstalig

  - Charleroi :
    - PL L' Avenir et l'Industrie (...) - Franstalig
    - SK ... (...) - Franstalig

  - Gent :
    - PL Semper Fidelis (...) - tweetalig
    - VK Union des Flandres (XXXX-XXXX) - ...talig
    - SK ... (...) - Nederlandstalig

  - Leuven :
    - La Constance (1820-XXXX) - Franstalig
    - PL Les Disciples de Salomon (1975) - Nederlandstalig
    - SK ... (...) - Nederlandstalig

  - Londen :
    - Albert de Belgique (1914-1918) - Franstalig

  - Luik :
    - PL François-Charles de Velbruck (...) - Franstalig

  - Mechelen :
    - La Concorde (1814-1822) - Franstalig
    - La Rénégération (1835-1850) - Franstalig

  - Nijmegen:
    - Les Amis Réunis (1817-1821) - Franstalig
- areopagi:
  - Antwerpen :
    - Les Amis du Commerce (1829-1850) - Franstalig
    - Chevaliers de l'Aigle Blanc et Noir (I) (1851-1854/1865-1868/1871-1914/1919-1980/2000) - Franstalig (1851-1962) tweetalig (1962-1979) - Nederlandstalig (1980)

  - Brussel :
    - ... (...) - Franstalig

  - Charleroi :
    - ... (...) - Franstalig

  - Gent :
    - ... (...) - tweetalig

  - Leuven :
    - La Concorde/Saint-André (1824-XXXX) - Franstalig
    - Chevaliers de l'Aigle Blanc et Noir (V) (1980/2000) - Nederlandstalig (1980)

  - Bergen :
    - ... (...) - Franstalig

  - Nijmegen:
    - Les Amis Réunis (1817-1821) - Franstalig
- consistories:
  - Brussel :
    - ... (...) - Nederlandstalig
    - ... (...) - Franstalig

#### Soeverein College van de Schotse Ritus voor België (1962)
Het Soeverein College telt volgende werkplaatsen:
- perfectieloges en kapittels (kapittelraad):
  - Namen :
    - CS L'Intérieur du Temple Armand Detaille (...) - Franstalig

  - Bergen :
    - La Parfaite Union (...) - Franstalig

  - Antwerpen :
    - CA Les Vaillants Chevaliers de l'Age d'Ôr (III) (1850/1961) - Franstalig
    - SK Hou ende Trou (1960) - Nederlandstalig

  - Brussel : (Laekensestraat)
    - CLS des Amis Philanthropes (II) (1961) - Franstalig
    - CS Raison et Fraternité (...) - Franstalig
    - SK Ptah (...) - Nederlandstalig

  - Charleroi :
    - CS Progrès et Liberté (1962) - Franstalig

  - Gent :
    - SK Flandria (...) - tweetalig
    - SK Achnaton (...) - Nederlandstalig
    - SK De Adelaar (...) - Nederlandstalig

  - Luik :
    - CS Fraternité et Raison (1961) - Franstalig

  - Loupoigne :
    - CS Coeur et Raison (...) - Franstalig

  - Brugge :
    - SK La Réunion des Amis du Nord (...) - Nederlandstalig

  - Aalst
    - SK De Gulden Snede (2019) - Nederlandstalig
- areopagi (raad van de areopagi):
  - Namen :
    - L'Intérieur du Temple Louis Prégaldien (...) - Franstalig

  - Bergen :
    - Les Frères de Coeur et d'Esprit (...) - Franstalig

  - Antwerpen :
    - Vrije en Autonome Areopagus Chevaliers de l'Aigle Blanc et Noir (II)/La Persévérance (1851-1854/1865-1868/1871-1914/1919/1961) - tweetalig

  - Brussel :
    - Sublime et Libre Aréopage au Camp de Bruxelles (...) - Franstalig
    - Ptah (...) - Nederlandstalig

  - Gent :
    - Flandria (...) - tweetalig
    - Lessing (...) - Nederlandstalig

  - Luik :
    - Fraternité et Raison (...) - Franstalig

  - Loupoigne :
    - Coeur et Raison (...) - Franstalig

  - Brugge :
    - La Réunion des Amis du Nord (...) - Nederlandstalig
- consistorie (hogere initiërende raad):
  - Brussel :
    - ... (...) - tweetalig

#### Belgische Opperraad van de Aloude en Aangenomen Schotse Ritus (2002)
De Opperraad telt volgende werkplaatsen:
- perfectieloges en kapittels:
  - Antwerpen :
    - CA Le Vaillant Chevalier de l'Age d'Ôr (IV) (1850/1961/1979-2000) - Franstalig
    - SK In Eendracht Volharden (III) (1934/1961/1979) - Nederlandstalig
    - SK Feniks (1993) - Nederlandstalig

  - Brussel : (Peterseliestraat)
    - CS Les Vrais Amis de l'Union et du Progrès Réunis (1783/XXXX) - Franstalig
    - CS Les Amis Philantrophes (I) (1798/1963/1969) - Franstalig
    - CS L'Espérance (1805-XXXX/1959-XXXX) - Franstalig
    - SK Dagenraad (196X-19XX) - Nederlandstalig
    - SK De Eendracht (1990) - Nederlandstalig
    - CS La Constance (1994) - Franstalig
    - CS L'Etoile de L'Espérence (1998) - Franstalig
    - CS L'Alliance (2007) - Franstalig

  - Charleroi :
    - CS L'Avenir et L'Industrie (1841) - Franstalig

  - Gent :
    - CS L'Union des Flandres (1875) - Franstalig
    - SK De Pelikaan (1990) - Nederlandstalig

  - Luik :
    - CS Charles Magnette Alpha (1888) - Franstalig
    - CS Charles Magnette Oméga (1888) - Franstalig

  - Saint-Hubert :
    - LP Alduina (2007) - Franstalig
- areopagi:
  - Antwerpen :
    - Amicitia et Perseverantia (1851) - ...
    - Van het Gewest Antwerpen (1979-XXXX) - tweetalig (1979-1985) / Nederlandstalig (1985)

  - Brussel :
    - Marcel Bergé (1954) - Franstalig
    - Anno 1813 (1968) - ...
    - Athena (2003) - ...

  - Charleroi :
    - L'Avenir et L'Industrie (1840) - Franstalig

  - Luik :
    - Charles Magnette Alpha (1900) - Franstalig
    - Charles Magnette Oméga (1900) - Franstalig

  - Gent :
    - L'Union des Flandres (1899) - tweetalig
- consistories:
  - Brussel :
    - Tribunaal van de Grootrechters-commandeurs (1817) - tweetalig
    - Consistorium van de Verheven Prinsen van het Koninklijk Geheim (1817) - tweetalig
- opperraad:
  - Brussel :
    - Grote Raad (1817) - tweetalig

#### Opperraad Vrouwengrootloge van België (1988)
De Opperraad telt volgende werkplaatsen:
- perfectieloges en kapittels:
  - Antwerpen :
  - Brussel :
  - Charleroi :
  - Gent :
  - Leuven :
  - Luik :
- areopagi:
  - Antwerpen :
  - Brussel :
  - Charleroi :
  - Gent :
- consistories:
  - Brussel :
    - ... (...) - tweetalig

#### Suprême Conseil Universel Mixte Le Droit Humain (1893)
De Opperraad telt volgende werkplaatsen:
- perfectieloges en kapittels:
  - Antwerpen :
    - nº ... : Panta Rhei (1995) - Nederlandstalig

  - Brussel :
    - nº 76 : Le Pélican (1927) - Franstalig
    - nº 156 : Orphée ou La Quète de l'Harmonie (XXXX) - Franstalig

  - Charleroi :

  - Gent :
    - nº 158 : Spes et Amor (XXXX) - Nederlandstalig

  - Luik :
- areopagi:
  - Antwerpen :

  - Brussel :

  - Luik :
- consistories:
  - Brussel :
    - ... (1960) - tweetalig

### Soeverein groot-commandeurs
Het equivalent van een grootmeester van een grootloge of grootoosten van symbolische loges wordt een soeverein groot-commandeur van een opperaad bestaande uit kapittels, areopagi en consistoria genoemd.

#### Opperraad van de Aloude en Aangenomen Schotse Ritus voor België (1817)
De Opperraad telt volgende soeverein groot-commandeurs:
- 1817-1819 : Jean-Pascal Rouyer (*)
- 1819-1823 : Joseph Augustin Crassous (*)
- 1824-1829 : Dominique-Vincent Ramel-Nogaret (*)
- 1829-1840 : sedes vacante
- 1840-1855 : Pierre Albert Stevens
- 1855-1859 : Charles Adrien Carton de Familleureux
- 1859-1870 : Louis Joseph Ranwet (Chapitre des Vrais Amis de l'Union et du Progrès Réunis Bruxelles)
- 1870-1872 : Edouard Arnould Fischer (Chapitre des Vrais Amis de l'Union et du Progrès Réunis Bruxelles)
- 1872-1879 : Bruno Renard (Chapitre des Vrais Amis de l'Union et du Progrès Réunis Bruxelles)
- 1879-1890 : Pierre Van Humbeeck (Chapitre des Vrais Amis de l'Union et du Progrès Réunis Bruxelles)
- 1891-1900 : Emile de Mot (Chapitre des Vrais Amis de l'Union et du Progrès Réunis Bruxelles)
- 1900-1925 : Eugène Goblet d'Alviella (Chapitre des Amis Philantrophes Bruxelles)
- 1925-1937 : Armand Anspach-Puissant
- 1937-1942 : Georges Pètre (Chapitre des Vrais Amis de l'Union et du Progrès Réunis Bruxelles)
- 1942-1945 : sedes vacante
- 1945-1945 : Eugène Voets
- 1945-1948 : Fernand Levêque (Chapitre des Vrais Amis de l'Union et du Progrès Réunis Bruxelles)
- 1948-1950 : Fernand Clément (Chapitre de l'Intérieur du Temple Namur)
- 1950-1965 : Paul Erculisse (Chapitre des Vrais Amis de l'Union et du Progrès Réunis Bruxelles)
- 1965-1981 : Raoul Berteaux
- 1981-1983 : Maurice Verbist
- 1983-1984 : Raoul Berteaux
- 1984-XXXX : Georges Kint
- XXXX-XXXX : ...
- XXXX-2002 : Jan Corbet
- 2002-2003 : Jacques Van de Calseyde

(*) lieutenanten met Franse nationaliteit in plaats van grootmeesters met Belgische nationaliteit

#### Soeverein College van de Schotse Ritus voor België (1962)
Het Soeverein College telt volgende soeverein groot-commandeurs:
- 1961-19XX : Walther Bourgeois
- 19XX-19XX : Jacques Van der Ouderaa
- 1999-2005 : Roméo Dupuis
- 2005-2008 : Daniel Sonck
- 2008 : Jean-Marie Staasart

#### Belgische Opperraad van de Aloude en Aangenomen Schotse Ritus (2002)
De Belgische Opperraad telt volgende soeverein groot-commandeurs:
- Opperraad van België (1969-2002):
  - 1969-19XX : Jean Van Beneden (... Luik)
- Grote Opperraad voor België (1979-2002):
- Belgische Opperraad (vanaf 2002):

#### Opperraad Vrouwengrootloge van België (1988)
De Opperraad telt volgende soeverein groot-commandeurs:

#### Suprême Conseil Universel Mixte Le Droit Humain (1912/1928)
De Opperraad telt volgende soeverein groot-commandeurs:
- 1893 - 1894 : Marie Deraismes (Frankrijk)
- 1894 - 1914 : Georges Martin (Frankrijk)
- 1914 - 1918 : Marie Bonnevial (Frankrijk)
- 1919 - 1928 : Eugène Piron (Frankrijk)
- 1929 - 1934 : Lucien Levi (Frankrijk)
- 1934 - 1947 : Henri Petit (Frankrijk)
- 1947 - 1954 : Marguerite Martin (Frankrijk)
- 1954 - 1969 : Charles Cambillard (Frankrijk)
- 1969 - 1983 : André Clément (België)
- 1983 - 1987 : Jacques Choisez (Frankrijk)
- 1987 - 1997 : Marc Grosjean (Frankrijk)
- 1997 - 2007 : Njardvik Njördur (IJsland)
- 2007 - XXXX : Danièle Juette (Frankrijk)